# Contea di Shaoyang
La contea di Shaoyang (邵阳县S, Shàoyáng XiànP) è una contea della Cina, situata nella provincia di Hunan e amministrata dalla prefettura di Shaoyang.
| Controllo di autorità | VIAF (EN) 146154287 |